# Chiesa di San Giuseppe Operaio
La chiesa di San Giuseppe Operaio di Sansepolcro fu edificata tra 1962 e 1966 su iniziativa del vescovo di Sansepolcro, Domenico Bornigia (1954-1963) e su disegno dell'architetto Giovanni Cecconi (1924-2006), è stata inaugurata il 24 dicembre 1966 e consacrata il 22 marzo 1969. È chiesa parrocchiale del quartiere Le Forche, alla periferia ovest della città.

## Storia
La scelta di costruire la nuova chiesa è stata adottata dalla Diocesi di Sansepolcro quando il quartiere delle Forche, nella periferia ovest, lasciava presagire un forte sviluppo edilizio, per cui si previde una chiesa di ampie dimensioni.Il primo Parroco dal 1962 è stato Don Piero Pilotti fino al 1997 anno della sua morte dopo una lunga malattia. Don Piero desiderava ardentemente una statua del Santo Patrono, desiderio esaudito nel 1996 da un suo parrocchiano , Alberto Brunellini .
Dal 1983 al 1984 vi ha svolto le funzioni di vicario parrocchiale don Marco Salvi, attuale vescovo ausiliare di Perugia-Città della Pieve.
Dal 1997 al 2015 è stata officiata dai padri della Pia Società di San Gaetano.

## Architettura
La forma ad «arca rovesciata» e lo slancio verticale fanno emergere l’edificio dal tessuto urbano e lo rendono un punto di riferimento anche per i veicoli in transito sulla vicina superstrada E45 (allora in fase di costruzione) svolgendo quella funzione di invito alla preghiera per la quale era stata progettata da Giovanni Michelucci la chiesa di San Giovanni Battista al casello autostradale di Firenze nord lungo l’Autostrada del Sole. Nell'uso del cemento armato e del mattone faccia a vista la chiesa si avvicina a quella della Beata Vergine Maria di Larderello, progettata da Michelucci e realizzata tra 1956 e 1958. Il profilo a tre navate vuole collegare idealmente la chiesa delle Forche alla Basilica Cattedrale: nel 1962, infatti, la Diocesi di Sansepolcro celebrò i 950 anni dalla costruzione della cattedrale e a ricordo di questa celebrazione vennero istituire le due nuove parrocchie periferiche del Sacro Cuore e di San Giuseppe Operaio ed edificate le relative chiese. L’impiego del cemento richiama la cultura tecnologica contemporanea, ma l’interno dell’edificio si ispira a uno spazio gotico-basilicale a tre navate e nella disposizione risponde alle funzionalità liturgiche espresse dal Concilio Vaticano II (ma alcuni elementi, come il fonte battesimale, sono stati modificati in seguito, mentre altri come la cantoria e il campanile, non sono stati mai realizzati). L’altare, ridotto nelle dimensioni nel 2015, è a forma di incudine e vuole richiamare il significato cristiano del lavoro e la dedicazione a san Giuseppe operaio.

## Arte
Notevoli le vetrate policrome e i portali d'ingresso.
All'interno si conservano un busto in gesso del vescovo Bornigia (1964, opera di Maria Grazia Bornigia: è il bozzetto del busto bronzeo realizzato per il Cenacolo di Montauto e conservato nel Palazzo Vescovile di Sansepolcro dal 2019). Nella Chiesa si trova una statua lignea a grandezza naturale dell'omonimo Santo, scolpita e donata dal parrocchiano Alberto Brunellini , per esaudire un desiderio del Parroco Don Piero .Lo stesso parrocchiano è l’autore anche del bassorilievo in pietra serena del profilo del primo parroco Don Piero Pilotti ,situato all'esterno della facciata.